# Marais de Lavu Santu et littoral de Fautea
Marais de Lavu Santu et littoral de Fautea este o arie protejată (sit de importanță comunitară — SCI) din Franța întinsă pe o suprafață de 93 ha, integral pe uscat.

## Localizare
Centrul sitului Marais de Lavu Santu et littoral de Fautea este situat la coordonatele 41°42′32″N 9°24′07″E / 41.70889°N 9.40194°E.

## Înființare
Situl Marais de Lavu Santu et littoral de Fautea a fost declarat arie specială de conservare în baza directivei 92/43 din 1992 referitoare la conservarea habitatelor naturale și a faunei și florei sălbatice pentru a proteja 4 specii de animale.

## Biodiversitate
Situată în ecoregiunea mediteraneană, aria protejată conține 17 habitate naturale: Dune mobile cu vegetație embrionară, Faleze cu vegetație de Limonium spp. endemic de pe coastele mediteraneene, Lagune de coastă, Dune de pe litoral fixate cu Crucianellion maritimae, Păduri de Quercus suber, Dune cu vegetație ierboasă Malcolmietalia, Pășuni mediteraneene udate de apa mării (Juncetalia maritimi), Iazuri temporare mediteraneene, Dune de coastă cu Juniperus spp., Pajiști umede mediteraneene cu ierburi înalte de Molinio-Holoschoenion, Dune împădurite cu Pinus pinea și/sau Pinus pinaster, Galerii și tufărișuri riverane sudice (Nerio-Tamaricetea și Securinegion tinctoriae), Galerii de Salix alba și de Populus alba, Vegetație anuală la limita mareei, Dune cu tufărișuri sclerofile Cisto-Lavenduletalia, Dune mobile de-a lungul țărmului cu Ammophila arenaria („dune albe”), Tufărișuri halofile mediteraneene și termo-atlantice (Sarcocornetea fruticosi).
La baza desemnării sitului se află mai multe specii protejate:
- amfibieni (1): Discoglossus sardus
- nevertebrate (1): Papilio hospiton
- reptile (2): țestoasa de baltă (Emys orbicularis), țestoasă bănățeană (Testudo hermanni)

Pe lângă speciile protejate, pe teritoriul sitului au mai fost identificate 4 specii de plante, 3 specii de amfibieni, 3 specii de mamifere, 4 specii de reptile.